# Germaine Joumard
 (mars 2025).
Motif : Sources peu convaincantes
- Archive Wikiwix
- Bing
- Cairn
- DuckDuckGo
- E. Universalis
- Gallica
- Google
- G. Books
- G. News
- G. Scholar
- Persée
- Qwant
- (zh) Baidu
- (ru) Yandex
- (wd) trouver des œuvres sur Wikidata

| 1. | Préciser le motif de la pose du bandeau. | Précisez le motif de la pose du bandeau en utilisant la syntaxe suivante : {{admissibilité à vérifier\|date=avril 2025\|motif=remplacez ce texte par le motif}}                       |
| 2. | Informer les utilisateurs concernés.     | Pensez à avertir le créateur de l'article, par exemple, en insérant le code ci-dessous sur sa page de discussion : {{subst:avertissement admissibilité à vérifier\|Germaine Joumard}} |

Germaine Joumard est une artiste-peintre et directrice de la rédaction de revues de mode française née à Retournac (Haute-Loire) le 31 juillet 1898 et décédée le 26 février 1956 à Paris (8e arrondissement).

## Biographie
Germaine Joumard commence sa carrière en tant qu'illustratrice, on la retrouve à partir de 1923  dans la revue de mode Très parisien, ainsi que dans d'autres ouvrages de l'époque dans lesquels son art délicat fait merveille.
Elle expose  de 1929 à 1931  à la Galerie Bernheim Jeune, on la retrouve également en 1938 à la galerie Charpentier avec  des portraits et des natures mortes qui rencontrent un beau succès critique,,,,,,,.
Elle fonde La Mode chic en 1932, ayant étant déjà à l'origine de deux revues Très parisien et Les idées nouvelles de la mode,.
Après la seconde guerre mondiale, elle expose Avenue Matignon et s'oriente vers l'abstraction en s'inscrivant dans le mouvement de l'art nucléaire qui développe un art en réaction à la bombe atomique, exposant en 1950 à la galerie Art et Lecture,,.
En 1954, elle expose à Londres ses peintures nucléaires à la galerie O'Hana
Décédée à Paris en 1956, elle est inhumée dans sa ville natale. Sa pierre tombale mentionne qu'elle est Chevalier de la Légion d'honneur.